# Schlacht von Ticonderoga (1777)
Ticonderoga – Hubbardton – Fort Ann – Oriskany – Bennington – Saratoga (Freemans Farm – Bemis Heights) – Fort Clinton und Fort Montgomery
Die Schlacht von Ticonderoga am 5. und 6. Juli 1777 war mehr eine Folge von Manövern als ein direkter Konflikt im Amerikanischen Unabhängigkeitskrieg. Die British Army unter General John Burgoyne nahm das Fort ein, nachdem sie den amerikanischen General Arthur St. Clair gezwungen hatte, sich mit den Verteidigern zurückzuziehen.

## Hintergrund

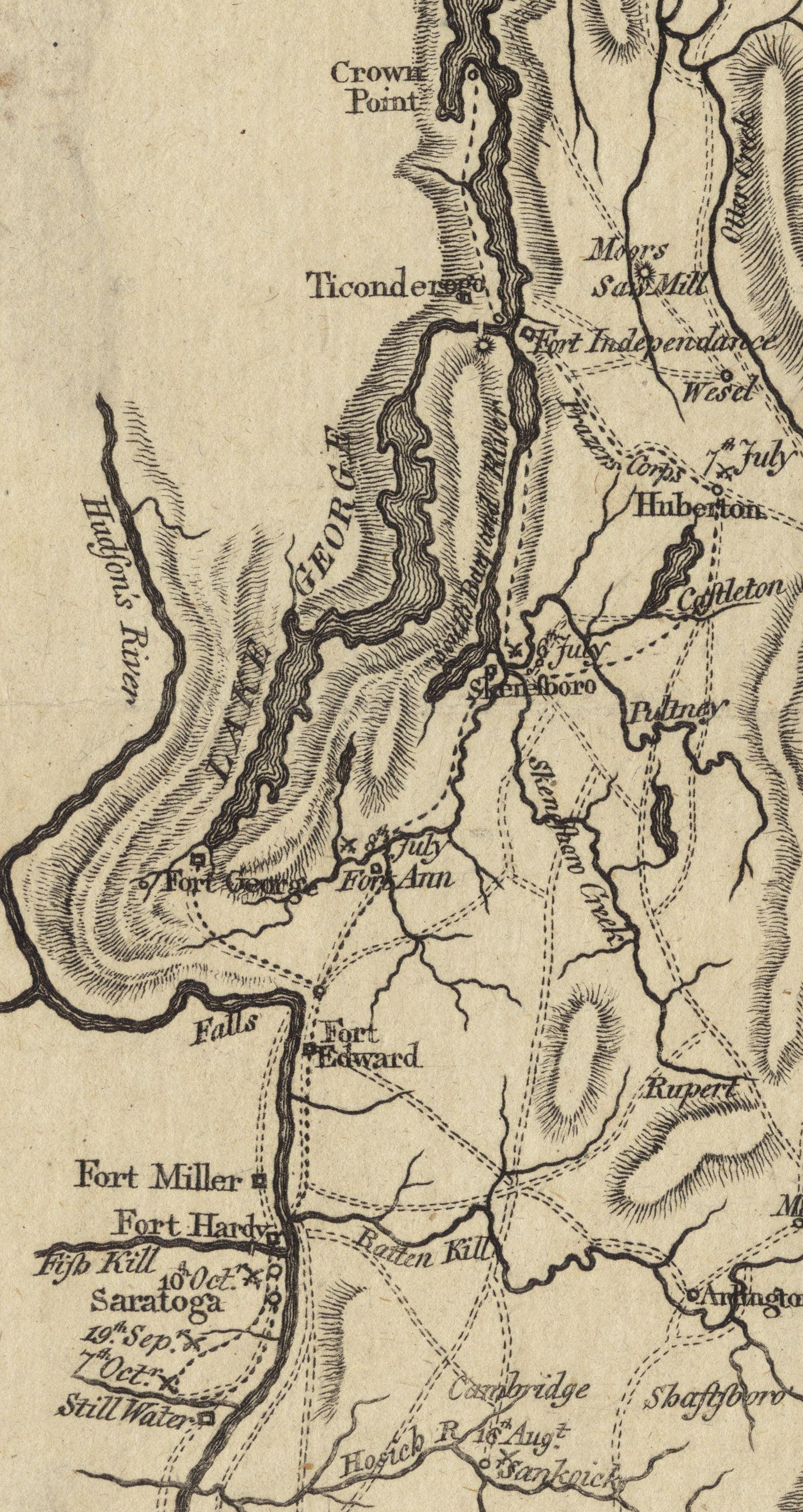
Karte von Ticonderoga und Umgebung, 1780

Der britische und hessische Vormarsch im vorausgegangenen Sommer wurde mit dem Seegefecht bei Valcour Island aufgehalten, aber jeder wusste, dass sie zurückkehren würden. Fort Ticonderoga war zu diesem Zeitpunkt mit unterbesetzten Regimentern der Kontinentalarmee und Milizeinheiten aus verschiedenen Staaten bemannt. Alles in allem hatte General Arthur St. Clair etwas mehr als 2.500 Mann in diesem Gebiet. Sie hatten monatelang gearbeitet, um das alte Fort zu reparieren, und mehrere neue Blockhäuser errichtet. Sie hatten außerdem Fort Independence auf der anderen Seite des Sees verstärkt und eine Ponton-Brücke dort errichtet, wo der Fluss La Chute in den Lake Champlain mündet, um die Verbindung zwischen den Forts zu verbessern.
Die amerikanischen Bemühungen wurden jedoch sinnlos, weil sie einen Schlüsselpunkt übersehen hatten. Ein Hügel namens „Sugar Loaf“ überragte beide Forts und darauf stationierte große Kanonen würden es unmöglich machen, die Forts zu verteidigen. John Trumbull hatte Anfang des Jahres darauf hingewiesen, als General Horatio Gates das Kommando hatte. Gates hielt das jedoch für unmöglich. Nachdem Gates zum Kontinentalkongress abgereist war, erklärte Philip Schuyler die Bedenken ebenfalls für grundlos, so dass die Bedrohung ignoriert wurde. Gefangen in politischen Auseinandersetzungen mit Gates und Schuyler in der Frage um das Kommando über das Nördliche Departement der Kontinentalarmee, lehnte es St. Clair ab, Schuylers Befehle zu übergehen, nachdem er mit dem Kommando allein gelassen worden war. Er behielt diese Position bei, obwohl Tadeusz Kościuszko Trumbulls Warnungen wiederholt hatte und Benedict Arnold mit seinem schlimmen Bein auf den Hügel geklettert war. Weil Gates nun Kościuszkos Rat gut hieß, wurde er von Schuyler und St. Clair ignoriert.

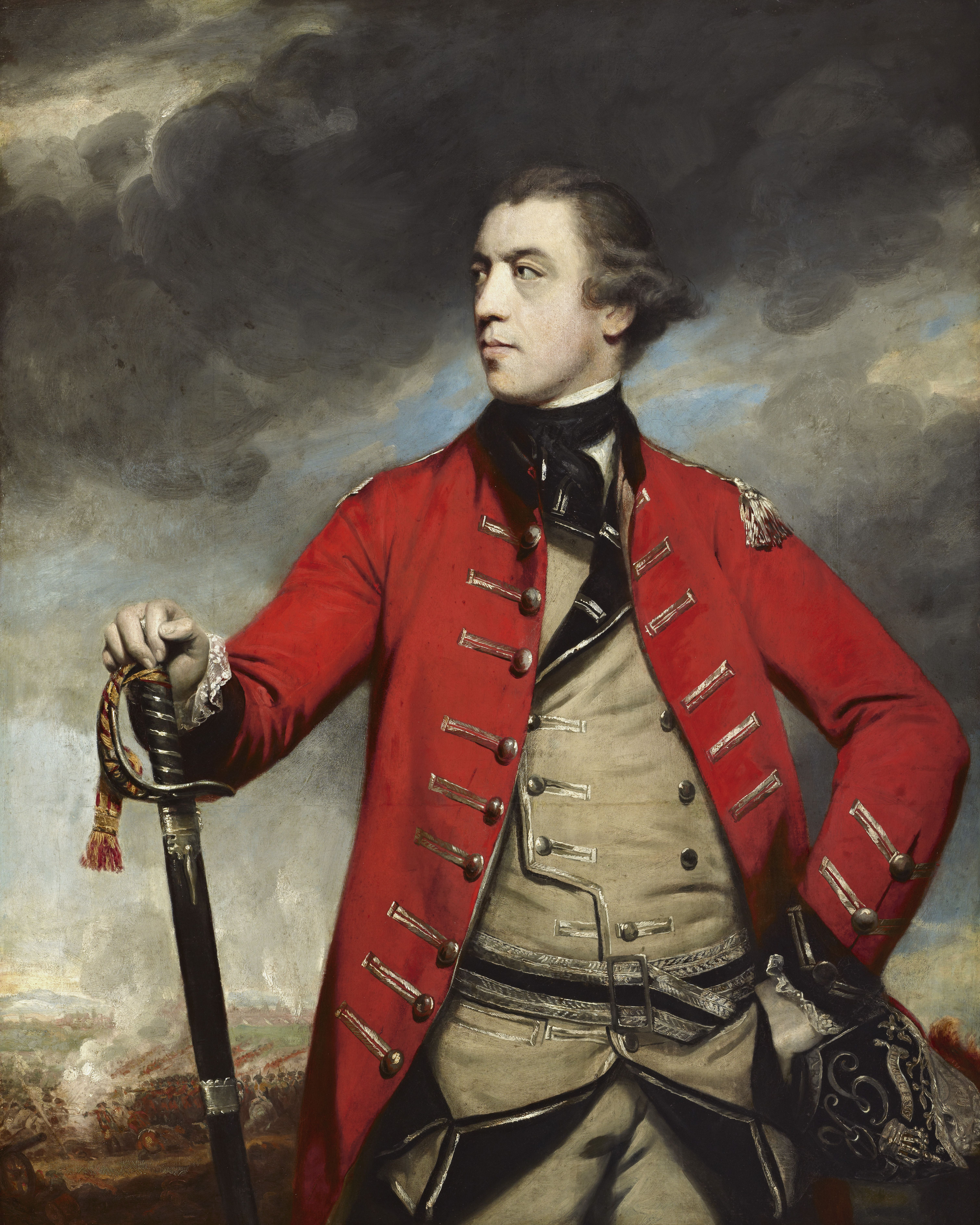
Porträt des britischen Befehlshabers John Burgoyne, gemalt von Joshua Reynolds, circa 1766

Burgoynes Streitkraft von etwa 8.000 Mann mit Artillerie und Marineunterstützung war groß genug, um St. Clairs Position zu überrennen. Schuyler befahl, St. Clair mit seiner Streitmacht, die durch eintreffende 3.500 Milizionäre verstärkt worden war, so lange wie möglich zu halten, bevor er sich zurückzog, während zusätzliche Kräfte näher bei Albany zusammengezogen wurden. Anfang Juli traf die Burgoyne-Expedition in dem Gebiet ein.

## Evakuierung und Fall
Britische Patrouillen entdeckten ebenfalls die strategische Lage von Sugar Loaf. Beginnend am 2. Juli 1777 nahmen sie die Höhe ein und errichteten befestigte Artilleriestellungen auf ihrer Spitze. Sie verbrachten außerdem mehrere Tage damit, einige ihrer schweren Kanonen mit Winden von Baum zu Baum die Böschung hinaufzuziehen. Am 4. Juli hielten die Amerikaner eine stille Feier mit Trinksprüchen zur Erinnerung an die im Vorjahr abgegebene Amerikanische Unabhängigkeitserklärung ab. Am Morgen des 5. Juli 1777 wachten sie jedoch auf und entdeckten die fertiggestellte britische Stellung, die den ganzen Tag über mit weiter eintreffenden Kanonen verstärkt wurde.
Ein Dauerfeuer würde das Fort in Schutt und Asche legen. Trumbull hatte bereits demonstriert, dass Schüsse aus den amerikanischen Kanonen die Hügelspitze nicht erreichen konnten. In der Nacht zog sich St. Clair mit seinen Truppen im Schutze der Dunkelheit zurück. Die Kanonen von Ticonderoga, der Großteil der Versorgungsgüter und einige Männer, die zu krank oder zu schwer verwundet waren, wurden den Briten zurückgelassen. Eine Handvoll Männer wurde mit geladenen Kanonen und brennenden Lunten im Fort Independence belassen, um die Pontonbrücke nach dem Rückzug zu beschießen. Aber sie machten sich über die Vorräte her und öffneten ein Fass Wein. Am nächsten Morgen nahmen britische Truppen sie gefangen und nahmen die Forts ein, ohne einen Schuss abgegeben zu haben. General Simon Fraser brach auf, um die fliehenden Amerikaner zu verfolgen.

## Auswirkungen
Der Rückzug aus Fort Ticonderoga fand in Eile statt, war aber Teil der amerikanischen Verteidigungsstrategie, die von General Schuyler als Antwort auf den britischen Saratoga-Feldzug entworfen worden war. General Frasers Verfolgung führte zur Schlacht von Hubbardton, als er die Nachhut einholte. St. Clair schaffte es derweil, die meisten seiner Männer in Vorbereitung auf die Schlacht von Saratoga mit Schuylers Truppen bei Fort Edward zu vereinigen. Ticonderoga hielt Burgoynes Vormarsch nicht substanziell auf, aber er musste etliche Regimenter und einen Großteil seiner kanadischen Kräfte als Besatzung zurücklassen.
Der politische Einfluss der Kapitulation war viel stärker. Der Kontinentalkongress wurde angerufen und kritisierte sowohl Schuyler als auch St. Clair für den Verlust. Schuyler musste als Kommandeur des Nördlichen Departements der Kontinentalarmee zurücktreten und wurde durch General Horatio Gates ersetzt. Arthur St. Clair beharrte darauf, dass sein Handeln ehrenvoll gewesen sei. Er verlangte, dass seine Aktionen durch ein Kriegsgericht beurteilt würden, und nachdem dies geschehen war, wurde er vollständig freigesprochen.
Nach dem amerikanischen Sieg und Burgoynes Kapitulation nach der Schlacht von Saratoga zogen sich die britischen Kräfte nach St. John’s zurück, und die Amerikaner nahmen das Fort ohne nennenswerte Verluste wieder ein.